# アースインフォメーション
株式会社アースインフォメーションは、元摂津市長の森川薫が2016年（平成28年）10月21日に設立したリスク低減トータルソリューションの専門会社。
関連機関として、一般社団法人地震予兆研究センター、一般社団法人自然災害研究センター、株式会社ファーラウト等がある。

## 主な取り組み
1. 事前防災情報
2. 災害対策BCP/社員アニュアル策定無料コンサルティング
3. 耐震対策無料コンサルティング
4. 早期災害復旧サービスの活用

大規模病院から緊急地震速報の導入や、職員の安否確認等の相談を受ける際に、年間20億円の赤字を出す医療センターが存在するなど、多くの病院が苦しい経営を余儀なくされている事実を把握。そこで防災対策費用捻出のため、病院経営のコスト削減対策についての取り組みを始めた。（2018年2月20日発表プレスリリースより）

## 役員
- 代表取締役：森川薫（元摂津市長／一般社団法人地震予兆研究センター理事）
- 取締役
  - 島岡潤（株式会社ファーラウト代表取締役）
  - 番場秀敏（元岩崎通信機株式会社法人営業部長）
  - 川田貴亮（株式会社ファーラウト取締役大阪支社長）